# Adolf von Spiegel zu Peckelsheim
Adolf von Spiegel zu Peckelsheim (* 22. August 1809 in Helmern; † 13. Januar 1872 ebenda) war ein deutscher Gutsbesitzer und  preußischer Landrat.

## Herkunft und Familie
Als Sohn der Eheleute Ernst Ludwig Christoph Spiegel von und zu Peckelsheim (Landmarschall) und Charlotte Henriette Clementine von der Malsburg entstammte Adolf von Spiegel zu Peckelsheim  dem  westfälischen  Uradelsgeschlecht  von Spiegel zu Peckelsheim.
Seine Schwester Wilhelmine (1804 bis 1860) war mit Aloysius von Amelunxen verheiratet. Der Landrat des Kreises Paderborn und spätere Regierungspräsident in Düsseldorf  Adolf Theodor von Spiegel-Borlinghausen und zu Peckelsheim gehörte ebenfalls der Stammfamilie an.
Am 15. Januar 1839 heiratete Adolf von Spiegel in Kassel Augusta Elisabeth  von Amelunxen. Aus der Ehe gingen die Tochter Wilhelmine (* 1839), verheiratet mit August von Amelunxen (preußischer Generalleutnant) und der Sohn Raban Spiegel  von und zu Peckelsheim (Landrat des Kreises Warburg) hervor. Dessen Sohn  Joseph war mit Gertrut  von Amelunxen verheiratet. Aus der Ehe stammen die Töchter  Aloysia Jenny Maria Wilhelmine (1910–1993), verheiratet mit Karl Wilhelm Clemens Joseph Westphalen zu Fürstenberg, und Regina (* 1926), verheiratet mit Manfred von Landsberg-Velen.
Raban Graf von Westphalen ist ein Ururenkel von Adolf von Spiegel zu Peckelsheim.

## Leben und Wirken
Von 1821 bis 1829 besuchte Adolf das  Lyzeum Kassel und erhielt ein Jahr lang Privatunterricht in Arolsen. Ab dem Jahre 1832 arbeitete er im landrätlichen Büro in Paderborn und übernahm 1836 die Verwaltung seines eigenen Gutes. Im Jahre 1839 wurde er Gemeindevorsteher von Helmern und 1841 Kreisdeputierter des Kreises Warburg.
Der Kreistag des Kreises Warburg wählte ihn am 12. Juli 1847 mit 12 von 19 Stimmen zum ersten Kandidaten für das Amt des Landrats. Am 9. Oktober folgte die Ernennung zum Landrat unter dem Vorbehalt der abzulegenden Prüfung, die er am 10. Februar 1848 mit dem Ergebnis „zur Verwaltung des Landratsamtes fähig“ bestand. Er blieb 21 Jahre in diesem Amt und schied auf eigenen Wunsch am 19. Oktober 1868 aus Gesundheitsgründen aus dem Staatsdienst aus.
Er war Mitglied des Provinziallandtags.

## Ehrungen
- Kronenorden II. Klasse
- Roter Adlerorden III. Klasse mit Schleife
- Kronenorden III. Klasse
- Erbmarschall des  Fürstentums Paderborn